# Hilary Benn
Hilary James Wedgwood Benn (født 26. november 1953 i Hammersmith, London) er en britisk politiker, der siden 1999 har været valgt til Underhuset. Fra 2007 til 2010 var han landets minister for miljø, fødevarer og landdistrikter. Fra 2003 til 2007 var han udviklingsminister.
Hilary Benn er ud af en politikerfamilie; faderen er Tony Benn.

## Poster i skyggeregeringen
Fra maj 2010 til juni 2016 havde Hilary Benn poster i Labours skyggeregering. 
I 2010 var Hilary Benn skyggeminister for miljø, fødevarer og landdistrikter, i 2010–2011 var han skyggeleder af Underhuset, 2011–2015 var han skyggeminister for lokalsamfund og kommuner, i 2015 var han fungerede næstformand for oppositionen og fungerende skyggeførstesekretær for staten og i 2011–2015 han skyggeudenrigsminister.